# 内莉·泰洛·罗斯

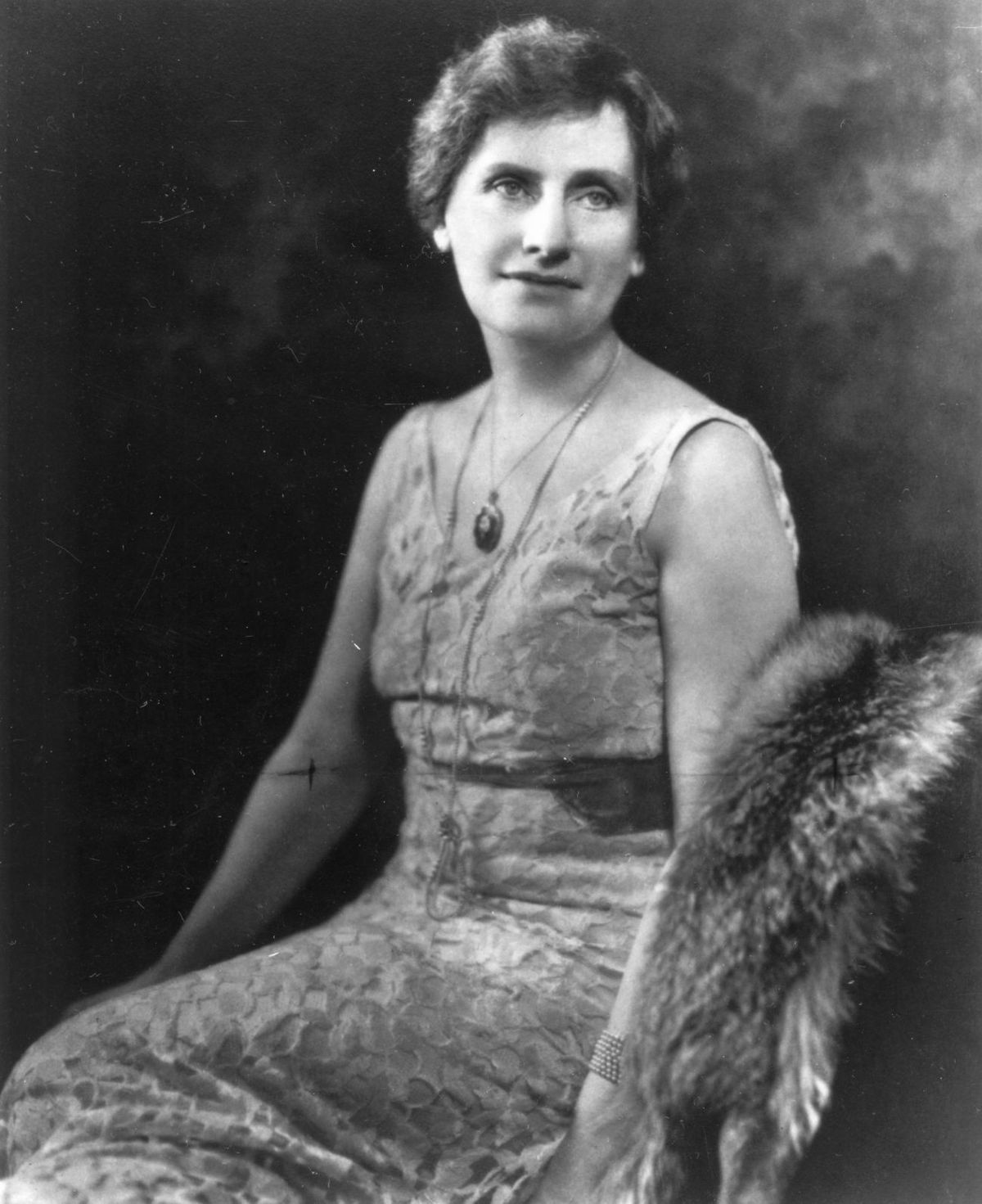
内莉·泰洛·罗斯

内莉·泰洛·罗斯 （Nellie Tayloe Ross，1876年—1977年），美国政治人物，1925年至1927年间担任怀俄明州州长，成为美国历史上第一位女性州长。迄今为止，内莉·罗斯是怀俄明州历任州长中唯一的一位女性。